# Diamante Archiduque José
El Archiduque José es un antiguo diamante incoloro tallado con forma de cojín, con un peso original de 78,54 quilates, adquirido por Molina Jewelers de Arizona a finales de la década de 1990 y ligeramente rediseñado para mejorar su claridad y simetría, quedando en un peso de 76,45 quilates. En las escalas de color y claridad del Instituto Gemológico Estadounidense (GIA), es un diamante D grade (incoloro hasta el grado más alto), IF (internamente impecable, sin defectos hasta el segundo grado más alto). En resumen, es un diamante DIF, el mayor de este tipo jamás clasificado en el GIA, clasificado también en el Tipo IIa por el Laboratorio Gemológico Gübelin de Lucerna, Suiza.

## Historia

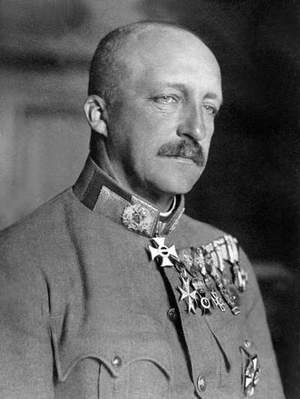
El Archiduque José Augusto de Austria (~1916)

El diamante Archiduque José se originó en las minas de Golconda, en la India, de donde también proceden otros diamantes famosos, como el Koh-i-Noor (incoloro) o el diamante Hope (azul). Recibe su nombre en honor a José Augusto de Austria, su primer propietario registrado, quien lo depositó en la bóveda del Banco General de Crédito de Hungría el 1 de junio de 1933 en presencia de un Consejero de Estado. Este fue el primer registro de la existencia del diamante. Se desconoce cómo llegó a manos del Archiduque José Augusto de Austria. En 1936, fue vendido a un comprador anónimo, que se cree fue un banquero europeo, y se guardó en Francia, bajo llave en una caja de seguridad, donde permaneció oculto a las fuerzas de ocupación alemanas durante la Segunda Guerra Mundial. Apareció en 1961 en una subasta celebrada en Londres (pero no se vendió) y de nuevo en Christie's en Ginebra en noviembre de 1993. El 13 de noviembre de 2012, el diamante (de 76,02 quilates) fue vendido por más de 20 millones de francos suizos (21.474.525 dólares, comisión incluida) en la casa de subastas Christie's por Alfredo J. Molina, presidente de la joyería californiana Black, Starr & Frost, a un postor anónimo. El precio superó en 6 millones de dólares la estimación previa a la venta de 15 millones de dólares y triplicó con creces el precio de 6,5 millones de dólares alcanzado en su última venta en 1993. El precio alcanzado marcó un récord mundial para un diamante de Golconda y un récord mundial de precio por quilate para un diamante incoloro.